# Pixodarus nyassae
Pixodarus nyassae là một loài bọ cánh cứng trong họ Cerambycidae.